# Diane Ladd
Diane Ladd, pseudonimo di Rose Diane Ladner (Meridian, 29 novembre 1935), è un'attrice statunitense.
Figlia dell'attrice Mary Lanier, ex moglie di Bruce Dern e madre dell'attrice Laura Dern, nel corso della sua carriera ha ottenuto tre candidature per l'Oscar alla miglior attrice non protagonista per i film Alice non abita più qui (1974), Cuore selvaggio (1990) e Rosa Scompiglio e i suoi amanti (1991). È vincitrice di un Golden Globe, un Premio BAFTA e un Independent Spirit Award.

## Biografia
Nata nel 1935, è figlia unica dell'attrice Mary Lanier e del veterinario Preston Paul Ladner. Nel 1975 viene candidata per l'Oscar alla miglior attrice non protagonista per Alice non abita più qui, a fianco del Premio Oscar Ellen Burstyn. Il ruolo di Flo le fa guadagnare il prestigioso BAFTA nella medesima categoria nel 1976. Lo stesso anno partecipa a Chinatown di Roman Polański. Nel 1981 vince un Golden Globe per la serie tv Alice, tratta da Alice non abita più qui. Ottiene successivamente un'altra candidatura all'Oscar come attrice non protagonista nel 1991 per Cuore selvaggio di David Lynch, accanto alla figlia Laura Dern, avuta dall'attore Bruce Dern.
L'anno seguente recita in Rosa Scompiglio e i suoi amanti (1991), ancora con Laura Dern. Entrambe ottengono la candidatura all'Oscar (rispettivamente come attrice protagonista e attrice non protagonista), diventando la prima e tuttora unica coppia madre-figlia a essere state candidate nello stesso anno all'Oscar (e anche al Golden Globe). Questo ruolo le vale inoltre l'Independent Spirit Award per la miglior attrice non protagonista nel 1992. La Ladd e sua figlia hanno recitato insieme in quattro film in cui interpretano realmente madre e figlia: oltre a Cuore selvaggio, anche in McKlusky, metà uomo metà odio (1973), La storia di Ruth, donna americana (1996), Daddy & Them - Una famiglia di pecore nere (2001), e in una serie televisiva, Enlightened - La nuova me, in onda dal 2011.

## Vita privata
È stata sposata una prima volta, dal 1960 al 1969, con l'attore Bruce Dern, da cui ha avuto una figlia nata nel 1961 e morta annegata in una piscina dopo 18 mesi, e la secondogenita Laura. Dal 1969 al 1977 è stata sposata con William A. Shea, Jr., mentre dal 1999 è moglie del collega Robert Charles Hunter.

## Filmografia parziale

### Cinema
- I selvaggi (The Wild Angels), regia di Roger Corman (1966)
- Boon il saccheggiatore (The Reivers), regia di Mark Rydell (1969)
- Macho Callagan (Macho Callahan), regia di Bernard L. Kowalski (1970)
- McKlusky, metà uomo metà odio (White Lightning), regia di Joseph Sargent (1973)
- Chinatown, regia di Roman Polanski (1974)
- Alice non abita più qui (Alice Doesn't Live Here Anymore), regia di Martin Scorsese (1974)
- Embryo, regia di Ralph Nelson (1976)
- Tutta una notte (All Night Long), regia di Jean-Claude Tramont (1981)
- Qualcosa di sinistro sta per accadere (Something Wicked This Way Comes), regia di Jack Clayton (1983)
- La vedova nera (Black Widow), regia di Bob Rafelson (1987)
- Un Natale esplosivo (Christmas Vacation), regia di Jeremiah S. Chechik (1989)
- Cuore selvaggio (Wild at Heart), regia di David Lynch (1990)
- Rosa Scompiglio e i suoi amanti (Rambling Rose), regia di Martha Coolidge (1991)
- Un bacio prima di morire (A kiss before dying), regia di James Dearden (1991)
- Carnosaur, regia di Adam Simon e Darren Moloney (1993)
- L'agguato - Ghosts from the Past, regia di Rob Reiner (1996)
- I colori della vittoria (Primary Colors), regia di Mike Nichols (1998)
- 28 giorni (28 Days), regia di Betty Thomas (2000)
- Un pezzo di paradiso (Can't Be Heaven), regia di Richard Friedman (2000)
- I giochi dei grandi (We Don't Live Here Anymore), regia di John Curran (2004)
- Indian - La grande sfida (The World's Fastest Indian), regia di Roger Donaldson (2005)
- Inland Empire - L'impero della mente (Inland Empire), regia di David Lynch (2006)
- Joy, regia di David O. Russell (2015)
- Era mio figlio (The Last Full Measure), regia di Todd Robinson (2020)

### Televisione
- Una donna poliziotto (Decoy) – serie TV, episodio 1x11 (1957)
- I detectives (The Detectives) – serie TV, episodio 3x12 (1961)
- The Wide Country – serie TV, episodio 1x15 (1963)
- Indirizzo permanente (77 Sunset Strip) – serie TV, episodio 5x29 (1963)
- Mr. Novak – serie TV, episodio 1x03 (1963)
- La grande avventura (The Great Adventure) – serie TV, episodio 1x15 (1964)
- Gunsmoke – serie TV, episodi 10x01-11x17-12x25 (1964-1967)
- Shane – serie TV, episodio 1x01 (1966)
- La grande vallata (The Big Valley) – serie TV, episodio 2x18 (1967)
- Alice – serie TV (1980-1981)
- Reato d'innocenza (Crime of Innocence), regia di Michael Miller – film TV (1985)
- Doppia identità (The Lookalike), regia di Gary Nelson – film TV (1990)
- La signora del West (Dr. Quinn, Medicine Woman) – serie TV, episodi 1x01-1x02-2x11 (1993)
- Gracie's Choice, regia di Peter Werner – film TV (2004)
- Kingdom Hospital – miniserie TV (2004)
- Cold Case - Delitti irrisolti - serie TV, episodio 3x05 (2005)
- E.R. - Medici in prima linea (ER) – serie TV, 1 episodio (2006)
- Nora Roberts - Montana Sky (Montana Sky), regia di Mike Robe – film TV (2007)
- Enlightened - La nuova me (Enlightened) – serie TV, 16 episodi (2011-2013)
- Chesapeake Shores – serie TV, 47 episodi (2016-2022)

## Riconoscimenti
- Premi Oscar
  - 1975 – Candidatura alla miglior attrice non protagonista per Alice non abita più qui
  - 1991 – Candidatura alla miglior attrice non protagonista per Cuore selvaggio
  - 1992 – Candidatura alla miglior attrice non protagonista per Rosa Scompiglio e i suoi amanti

- Golden Globe
  - 1975 – Candidatura alla migliore attrice non protagonista per Alice non abita più qui
  - 1981 – Migliore attrice non protagonista in una serie per Alice
  - 1991 – Candidatura alla migliore attrice non protagonista per Cuore selvaggio
  - 1992 – Candidatura alla migliore attrice non protagonista per Rosa scompiglio e i suoi amanti

- BAFTA
  - 1976 – Migliore attrice non protagonista per Alice non abita più qui

## Doppiatrici italiane
Nelle versioni in italiano dei suoi lavori, Diane Ladd è stata doppiata da:
- Lorenza Biella in Indian - La grande sfida, Joy, Chesapeake Shores, Era mio figlio
- Anna Rita Pasanisi in Carnosaur - La distruzione, 28 giorni
- Rosetta Calavetta in Chinatown
- Isa Bellini in Alice non abita più qui
- Claudia Balboni in Alice
- Ludovica Modugno in Qualcosa di sinistro sta per accadere
- Serena Spaziani in La vedova nera
- Germana Dominici in National Lampoon's Christmas Vacation - Un Natale esplosivo!
- Gabriella Genta in Cuore selvaggio
- Aurora Cancian in Rosa scompiglio e i suoi amanti
- Sonia Scotti in Tutta una notte, Un bacio prima di morire
- Marzia Ubaldi in Daddy & Them - Una famiglia di pecore nere
- Miranda Bonansea in Kingdom Hospital
- Angiola Baggi in Inland Empire - L'impero della mente
- Paola Mannoni in Nora Roberts - Montana Sky
- Melina Martello in Enlightened - La nuova me
- Vittoria Febbi in Cold Case - Delitti irrisolti